# Potoky (obwód połtawski)
Potoky (ukr. Потоки) – wieś na Ukrainie, w obwodzie połtawskim, w rejonie krzemieńczuckim, w hromadzie Krzemieńczuk. W 2001 liczyła 1755 mieszkańców.